# Shaila
Shaila es un grupo musical argentino de hardcore melódico creado a comienzos de 1994. Está compuesto por: Joaquín Guillén (voz), Pablo Coniglio (bajo y coros), Yasser Eid (guitarra), Santiago Tortora (guitarra y coros), y Guido Hernan Diez (batería).

## Historia

### Primeros años
En sus dos primeros años, la banda, con algunos shows esporádicos y para amigos, ingresa por primera vez al estudio para registrar sus primeros cuatro temas en el estudio “La Sala”, con Gabriel Ruiz Díaz como operador. Influenciados por la escena Hardcore Punk californiana de esa época.
Solo un día más, su primer Ep, fue el punto de partida para Shaila, para el sello, Speed Power Emotion Discos. Canciones de este álbum como “Me voy a Escapar” o “Viendo” formaron parte del repertorio de la banda en la mayoría de sus recitales.
Su segunda producción, homónima, también en formato casete, la banda comenzó a tener más presentaciones por el circuito under del punkrock de principio de los 90 en el que donde cada vez ganaban más seguidores y comenzaba a tener sus primeros clásicos como “¡¿Viva América!?” o “Frezze the time”. 

### Primeros discos
El primer disco de la banda, Progresar, fue lanzado en el año 2000 y contiene temas como Yo y Mil ilusiones que se convirtieron en algunos de los más populares de Shaila.
Al año siguiente lanzaron un EP de edición limitada en formato cassette, Aquellas viejas canciones nuevas vol.1. Este EP es una recopilación de canciones antiguas, el cual incluye la versión en español del tema Friends (una versuón en inglés había sido incluida en el disco Progresar), dos temas en versiones acústicas (Progresar y My own life), y el inédito hasta entonces Invención real.
El segundo disco de estudio de la banda, El engaño, fue editado en 2002. Contiene temas como A la derecha de la cruz(primer corte difusión), Somos y el tema que da nombre al álbum. Sheila participó del Tour Invasión 2002, el cual lo llevó por diferentes partes de América Latina en donde conocieron a otras bandas del género.
En 2003 editaron Congelando el Tiempo, disco recopilatorio y de rarezas. Incluye en una sola edición varios temas de los casetes Solo un día más, Shaila y Aquellas viejas canciones nuevas Vol.1; así como de los discos Progresar y El engaño; un nuevo tema en versión acústica (Enfrentados), dos temas nuevos (En cuarentena y Cero a la izquierda) y una versión de Bad Religion (Skyscraper).

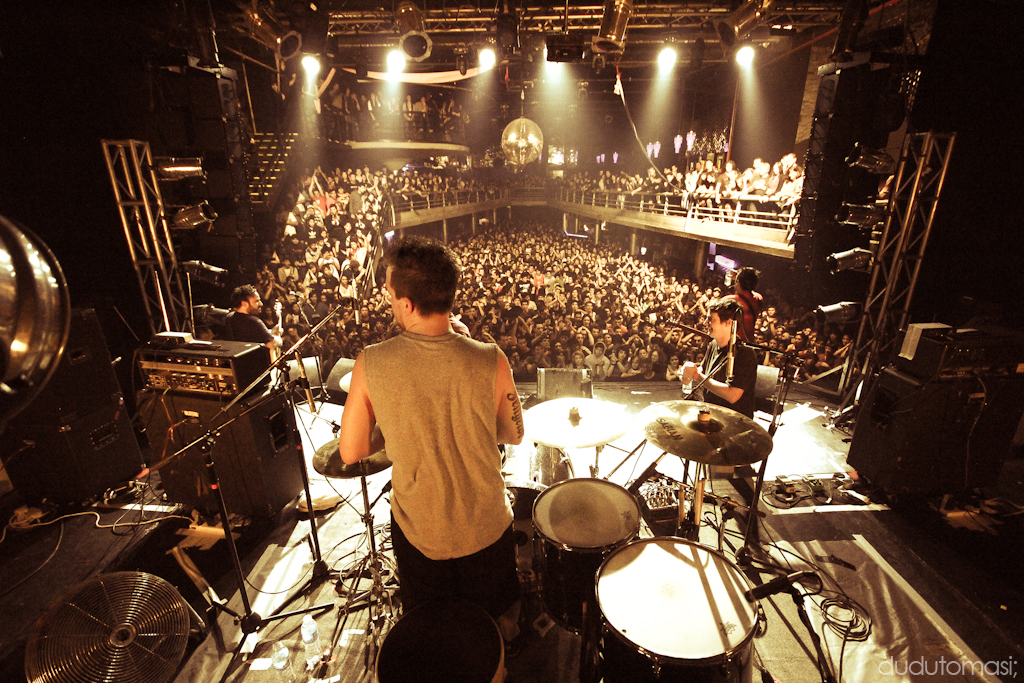
Show de Shaila en GROOVE - Buenos Aires/Argentina 2011.

### Mañanas, Los Caminantes y Camino a Idilia
En el 2004 Shaila vuelve con un nuevo disco, Mañanas, que recibió críticas favorables, las cuales se vieron reflejadas en la venta del mismo. Mañanas afianzó a la banda dentro del escenario underground y le dio reconocimiento entre bandas del género. Contiene canciones como Mañanas, Cuando no quieras sentir, Te vi (dos), La historia somnoliente…, Bajo el agua, entre otros. Fueron seleccionados los temas Cuando no quieras sentir y Mañanas como corte difusión del álbum.
En el 2006 lanzan el EP Los caminantes que contiene cinco canciones. Dos de esas canciones formarían parte de su siguiente álbum de estudio que saldría ese mismo año, Camino a Idilia. Este álbum catapultó a la banda hacia el reconocimiento general, con el éxito de Sudamérica II: El fracaso regional que llegó a ser puesto número 1 en “Los 10 más pedidos” de MTV. El segundo corte difusión del disco fue "Incendio Global", que recibió buenas críticas, pero no logró el mismo éxito que su videoclip antecesor. Gracias al éxito alcanzado con este disco, Shaila fue nominado en los premios MTV hispanoamericanos del año 2008 como "Artista revelación".

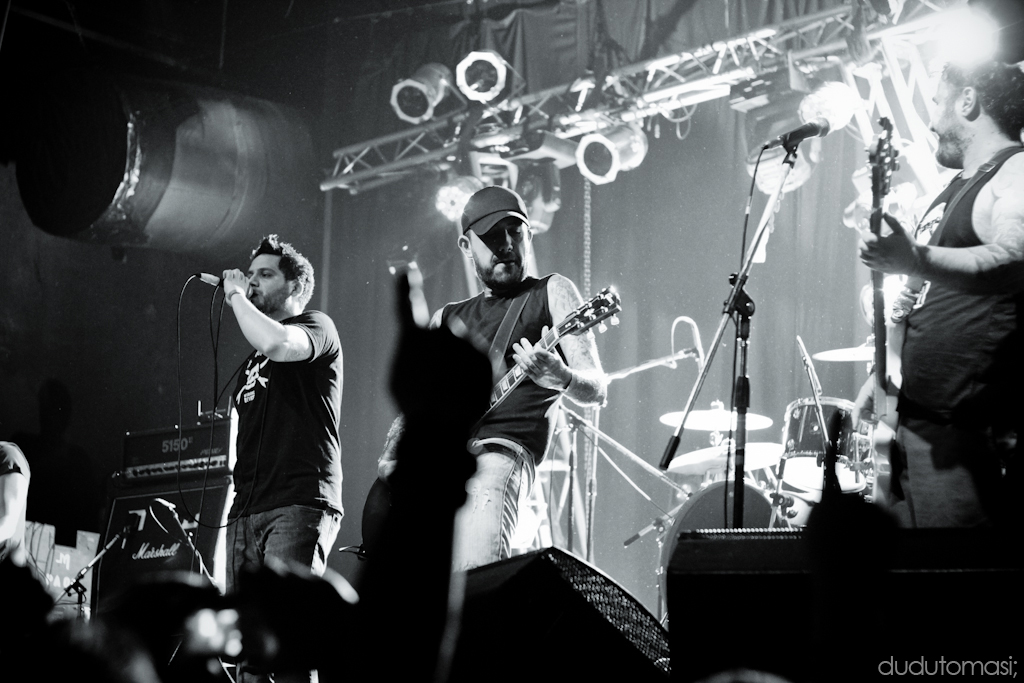
Buenos Aires/Argentina 2011.

El 2 de agosto de 2008, se dio un recital especial en el Teatro de Colegiales (The Roxy), con el total de entradas vendidas; la banda repasó su historia. Durante este recital se graba el disco en vivo de la banda Dame tu voz que se editó a finales del mismo año. De este registro se edita también el DVD homónimo, el cual salió a la venta en marzo de 2009. Además de una lista de canciones que difiere al CD, el DVD contiene material extra: tres canciones en formato acústico y una entrevista a la banda. Se seleccionó el tema "Bajo el agua" (en vivo), perteneciente al disco Mañanas, como tema de corte difusión del nuevo disco.

### Nuestras guerras y otros proyectos
Después de la salida del DVD en vivo Dame tu voz, entraron a grabar un nuevo álbum, llamado Nuestras guerras. Se trata de un disco doble con 18 temas. Para el recital de festejo de los quince años de la banda, que se realizó en noviembre del 2009, se entregaba junto con la entrada un EP de edición limitada con cinco temas adelanto del nuevo disco, entre ellos Eva, Leviatan y otros. En este disco doble, la banda refuerza su estilo y sus ideales.
Luego de la presentación de los recitales de 15 años, la banda comienza el tour Melodic Not Dead, donde recorren países como Chile, Uruguay y Brasil, además del territorio nacional. También hacen diferentes presentaciones con otras bandas del underground argentino, durante las fechas del Resistance Tour, donde comparten escenario con bandas como Attaque 77, Carajo, Las Manos de Fillipi, El Otro Yo, Bulldog, Jordan, siguiendo siempre con la estética de la música independiente.

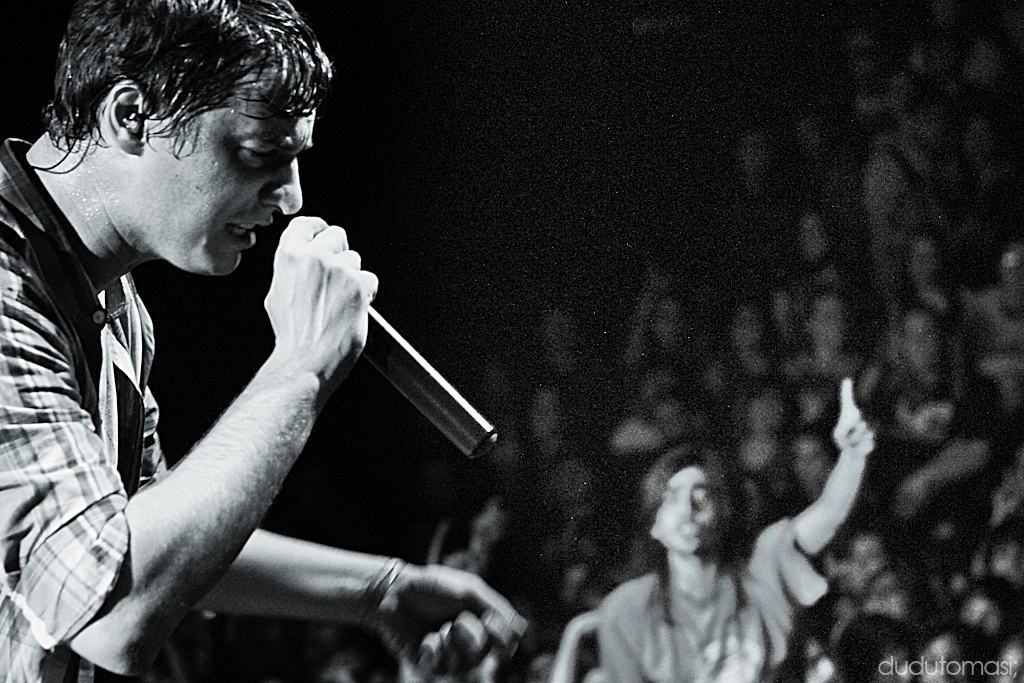
Joaquín Guillén (cantante) de Shaila en GROOVE, Buenos Aires,Argentina (2011).

En 2011 la banda anuncia un parate en su actividad debido a conflictos internos.En tanto el cantante y compositor Joaquín Guillen junto a Pablo Coniglio arman una nueva banda con la que realizan algunas presentaciones, Icaro.
A mediados de julio de 2011, publican en el sitio de Facebook de la banda, un anuncio donde confirman cuatro fechas dos en Chile, y dos en Buenos Aires, donde realizaran un repaso de toda la carrera musical de la banda; la primera fecha fue el 6 de agosto en Santiago y al día siguiente en Valparaíso. A partir de esa fecha, la banda realiza recitales temáticos, donde presenta diferentes discos de su autoría, además de realizar más fechas en diferentes tours, y telonear a Bad Religion en la ciudad de Lima. Además de anunciar más presentaciones en otros países y en Argentina.

### Contraindicado y separación
En el 2015 lanzan su última placa, Contraindicado, cuyos sencillos fueron Apagón en mi y Los días después. Fue presentado en dos shows (La Trastienda y Groove) y una posterior gira por el interior de Argentina y Sudamérica.
Desde el año 2018, el grupo se encuentra inactivo.
En 2019 se estrenó "Cuando no quieras sentir", un musical de Matt Sani, basado en sus canciones. En 2022, esta obra tuvo su segunda temporada.

## Estilo e influencias
Sus principales influencias van entre el género del hardcore y el punk, de finales de los 80, bandas como Bad Religion, Lagwagon, All, No Use For a Name, Millencolin, Saves the Day, Bad Astronaut, NOFX, Descendents, Ramones, Pennywise, entre otras.
Diferentes instancias de la vida se ven reflejadas en las letras de sus canciones aludiendo a la economía, ciencias sociales y antropología haciendo comparaciones y referencias para tratar temáticas políticas y sociales como el sexismo, colonialismo, capitalismo, anarquismo, etc.

## Discografía
| Año  | Título                                 | Sello discográfico | Otra información |
| 1996 | Solo un día más                        | SPE                | Primer casete de Shaila. Formación de ese entonces: Joaquín Guillén (voz y guitarra), Pablo Coniglio (bajo y coros), Yasser Eid (guitarra líder), Alejo (batería) |
| 1998 | Shaila                                 | SPE                | Santiago Tortora se incorpora a la banda como guitarrista base. |
| 2000 | Progresar                              | SPE                | Primer disco de la banda. Entra GuidoX a la batería, remplazando a Alejo. |
| 2001 | Aquellas viejas canciones nuevas Vol.1 | SPE                | Edición limitada. Muy pocas copias fueron distribuidas. |
| 2002 | El engaño                              | SPE                | Segundo disco de la banda. Con el tema homónimo, “El engaño”, y “Somos”, Shaila comienza a tener sus propios seguidores. |
| 2003 | Congelando el tiempo                   | SPE y FyA          | Recopilación de temas de los casetes, los mejores temas de Progresar y El Engaño y algunos temas nuevos en ese entonces. |
| 2004 | Mañanas                                | SPE                | Disco insignia de Shaila, logro buenas críticas por parte de la prensa y sus seguidores. |
| 2006 | Los caminantes (EP)                    | SPE                | EP antecesor a Camino a Idilia. Con la entrada anticipada de un recital (en el que se lanzaba oficialmente Camino A Idilia), se recibía a este disco de regalo. |
| 2006 | Camino a Idilia                        | SPE                | Cosecha gran éxito consiguiendo el puesto número 1 en diversas difusoras musicales con el tema "Sudamérica II - El fracaso regional". Más tarde es lazado el segundo vídeo del disco "Incendio global". |
| 2008 | Dame tu voz                            | SPE                | Álbum en vivo. Homónimo con el DVD que nació del mismo recital que se dio el 2 de agosto de 2008 con el propósito de su grabación. Además de un repaso por todos sus discos, presenta algunas novedades como Mi propia vida (My Own Life cantada en español), una versión de N.D.I. y un tema inédito, (a) Teología de la Liberación. |
| 2009 | Nuestras guerras                       | SPE                | Disco doble. Cuenta con una edición especial de 2000 unidades. |
| 2012 | Malas Influencias                      | SPE                | Álbum de covers. |
| 2013 | XV (15)                                | SPE                | DVD Doble en vivo show de los 15 años de banda con bandas amigas haciendo covers de Shaila (WDK, Rodia, Nine lives, Sudarhsana, Asesinos cereales, Charlie 3, Jordan y Restos Fósiles)+ documental de la banda en gira por Toda Sudamérica.                                                                                           |
| 2015 | Contraindicado                         | SPE                | Primer álbum del grupo en de seis años de ausencia. Tiene la pelicularidad de tener un arte de tapa hecho por fanes. |